# Musée d'art religieux de Fourvière
Le musée d'art religieux de Fourvière ou simplement musée de Fourvière est un musée d'art sacré fondé en 1960 à Lyon en France.

## Collections
On dénombre plus de 1 000 reliques conservées dans les collections du musée.

## Cambriolage de 2017
Le musée est cambriolé en 2017 : une couronne de la Vierge ornée de 1 791 pierres précieuses est dérobée, ainsi qu'un anneau et un calice,.